# Antoni Palau i Vilanova
Antoni Palau i Vilanova   (Granollers, 30 d'octubre de 1941), més conegut com a Toni Palau, és un antic pilot de motociclisme català. Fou un dels pioners del motocròs a la península Ibèrica quan aquest esport s'hi anava introduint cap a finals de la dècada del 1950 i, pilotant la Derbi 264cc, guanyà la cursa final del primer Campionat d'Espanya de l'especialitat (el de 1959), disputada a la Casa de Campo de Madrid. Va practicar també amb èxit altres disciplines, com ara la velocitat, les pujades de muntanya i les gimcanes.

## Trajectòria esportiva
Cap a l'octubre de 1957, a encara no 16 anys, Toni Palau entrà a treballar a Derbi com a aprenent. Allà coincidí amb un antic company seu d'escola a Granollers, el futur campió múltiple Pere Pi, qui aleshores ja feia un temps que hi treballava. Destinat a la secció de provadors, en qüestió de menys d'un any Palau va agafar una pleura i, atès que havia d'evitar el fum per prescripció facultativa, va haver de plegar de la feina (els provadors tenien sempre motocicletes engegades en un espai tancat) i en va trobar una altra a l'establiment comercial d'Andreu Basolí, parent dels Rabasa. Mentre hi treballava, començà a practicar amb les motos que hi havia per allà i, quan podia, s'entrenava en la pràctica del motocròs amb la Derbi de fàbrica que feia servir Basolí per a competir a les gimcanes.

### Èxits en motocròs

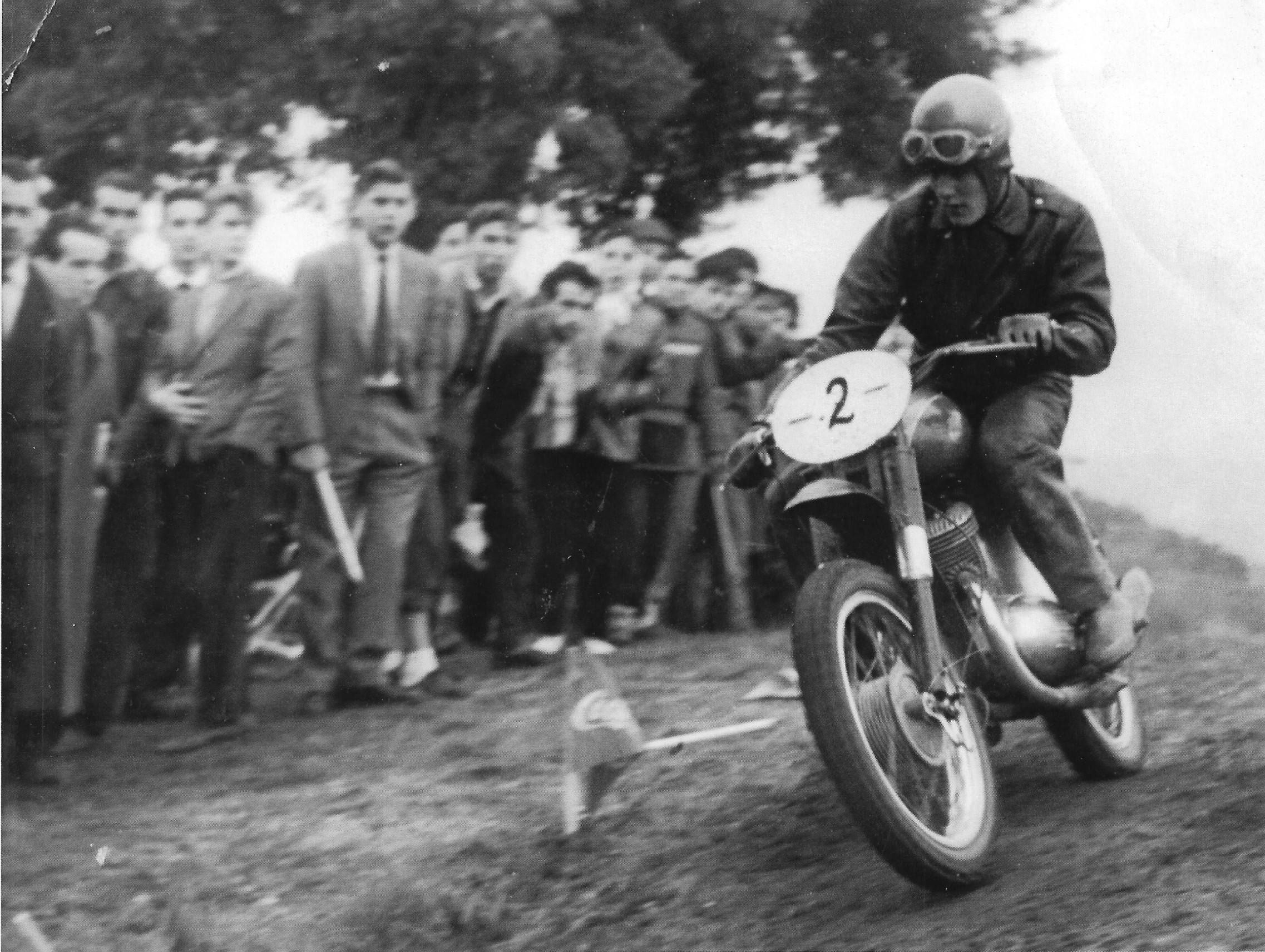
Palau amb la Derbi 264 al Motocròs de la Casa de Campo de 1959

El 28 de juny de 1959, Palau va quedar segon al Motocròs de Sabadell, la primera cursa d'aquesta modalitat que corria, amb la Derbi 125. Gràcies a aquest èxit, li deixaren la Derbi 175 oficial que feia servir Pere Pi, mentre a aquest n'hi preparaven una de 250 cc. Aquell any, s'havia convocat el primer Campionat d'Espanya de motocròs, programat a tres curses (5 de juliol a Vitòria, 4 d'octubre a Manresa i 29 de novembre a Madrid) i Toni Palau en va córrer la segona, el Motocròs de Manresa, de nou amb la Derbi 125, ja que la 175 la va fer servir en aquesta ocasió Pere Pi. Després d'acabar-hi el cinquè en la categoria de fins a 200 cc, Derbi li oferí de participar en la darrera cursa de la temporada, però a la categoria superior -anomenada a l'època "Força lliure"-, per a la qual l'empresa posà a la seva disposició una 250 apujada a 264 cc, mentre Andreu Basolí hi correria amb la de 350 cc. L'experiència fou reeixida i Palau guanyà la prova a la Casa de Campo, davant d'un públic nombrós i havent superat rivals amb motocicletes de més cilindrada (Josep Raja amb una Sanglas 500 i Andreu Basolí amb la Derbi 350). La seva victòria fou fruit dels dos segons llocs que aconseguí a ambdues mànegues (a la primera, darrere del principal pilot de Sanglas, Josep Antoni Maseras, i a la segona, darrere d'Andreu Basolí). Maseras, que va patir una avaria a la segona mànega, fou finalment el subcampió aquell any i Palau, gràcies als punts obtinguts, acabà el campionat en tercera posició final.
La temporada següent, 1960, Toni Palau aconseguí dues vegades més el segon lloc a la categoria de Força lliure, concretament a Vitòria i al Motocròs de Manresa. Gràcies a aquests resultats, fou el segon pilot amb més punts del campionat (darrere d'Andreu Basolí) i, per tant, qui hauria d'haver estat subcampió. Aquell any, però, la RFME havia promulgat un nou reglament segons el qual, per a classificar-se, calia haver disputat totes les proves menys una. Com que Palau no va córrer la primera (Derbi no el va enviar a Orpesa) ni la darrera, a Madrid, per lesió, el seu subcampionat no fou validat. Per aquest motiu, a partir de la segona posició, el campionat de Força Lliure de 1960 fou declarat desert.
A començaments de 1962, participà dins la categoria dels 75 cc al III Motocròs Internacional de Barcelona, celebrat al circuit de Pedralbes el 25 de febrer. Després d'obtenir el millor temps als entrenaments (a 1 segon del segon classificat i a 3 del tercer), a la prova tingué problemes de carburació i va acabar-hi finalment en tercera posició a la general. Aquesta fou la seva darrera cursa de la temporada, ja que ben aviat començà el servei militar.
Palau va complir part del seu servei militar destinat a Terrassa, amb motiu de la riuada del Vallès Occidental del 1962. Mentre hi estava aquarterat, des de Derbi li demanaren de baixar a la fàbrica a treballar-hi de nit, dins el departament de competició, per tal de muntar les motos de 50cc de Gran Premi (amb una d'aquestes motos, Josep Maria Busquets fou segon per darrere de Hans-Georg Anscheidt al primer Gran Premi del mundial de 1962, celebrat al circuit de Montjuïc el 6 de maig). L'abril del 1963, mentre Palau era a la fàbrica, Andreu Basolí li va demanar que posés a punt les Derbi 74 de motocròs perquè hi havia una cursa a Martorell i podien aprofitar per a córrer-hi. Així ho van fer i Toni Palau hi acabà el segon després d'haver encapçalat la cursa tota l'estona (va caure per cansament en un angle, just abans de l'arribada). Com a anècdota, aquell dia justament l'havien d'anar a veure al quarter els seus pares, la seva promesa i la seva futura sogra, i Palau s'hi presentà a les cinc de la tarda. Com a excusa, els va dir que se n'havia hagut d'anar amb el Sergent, però l'endemà dilluns, l'engany es va descobrir en aparèixer als diaris la notícia del seu resultat a la cursa de Martorell.

### Altres modalitats
Una de les modalitats motociclistes que més practicà Toni Palau varen ser les gimcanes. El 1959 hi aconseguí nombrosos èxits, entre ells dues victòries a Rubí (en 125cc i en 350cc), La Florida (segon en 125cc) i Martorelles (tercer en 125cc), a més d'altres actuacions destacades a Montmeló i Vilanova de la Roca. El 1960, fou tercer a la gimcana de Mollet del Vallès en 125cc i el 1962, primer a la de Castellar del Vallès en 75cc.

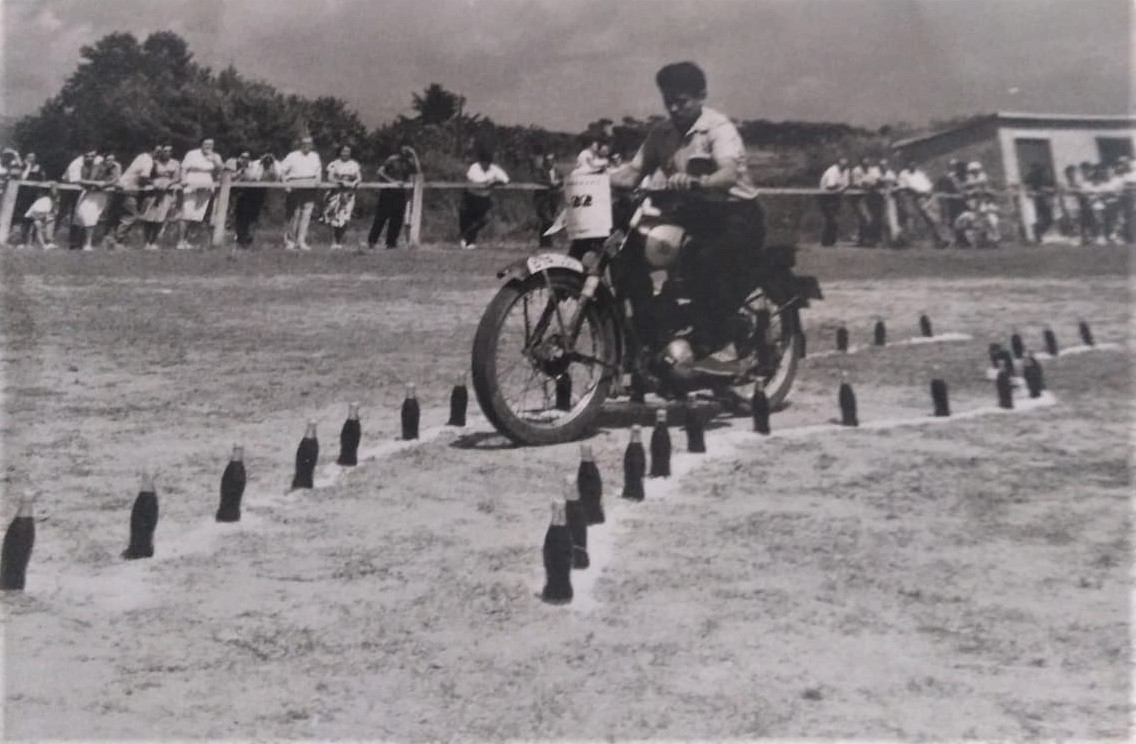
Toni Palau amb la Derbi en una gimcana a començaments dels 60

Toni Palau va córrer també nombroses curses de velocitat. El maig de 1959 aconseguí el tercer lloc (el primer pilot local i també el primer de Derbi) a la cursa celebrada a Granollers amb motiu de les Fires de l'Ascensió. El 1960 en va guanyar d'altres: al trofeu Ferias de Albacete hi aconseguí tres victòries amb la mateixa Derbi 65 (a les categories de 65, 75 i 100cc respectivament); al Trofeo Feria de Septiembre de Múrcia fou primer a la categoria de 75cc; al Trofeu Fires de Girona, per Sant Narcís, fou segon a 65cc darrere de Paco Tombas. El 1961 guanyà el Trofeu Ciutat de Mataró en la categoria de 65cc.
Pel que fa a les pujades de muntanya, amb les petites Derbi va assolir-hi també diversos podis destacats, entre ells la victòria en 65cc a la III Pujada a Sant Feliu de Codines el 10 de setembre de 1961 i la victòria en 75cc a la XVll Pujada a la Rabassada l'u d'octubre d'aquell mateix any. Poc després, el 17 de desembre, fou segon per darrere de Josep Maria Busquets en 75cc a la Pujada a Vallvidrera.
El mes de setembre de 1960, s'organitzà a Sant Vicenç de Castellet, Bages, una de les primeres proves de trial de la península ibèrica pròpiament dites, amb el reglament escocès. Palau hi participà amb la Derbi 125 i hi acabà en segon lloc, darrere de Pere Pi (qui guanyà amb una Montesa) i davant d'Andreu Basolí, que hi participà amb la Derbi 350.
Toni Palau va arribar a competir també en motoball. Cap a finals de la dècada del 1950, ell i cinc amics de Derbi (Pere Pi, Jaume Torrents, Josep Montleón, Josep Maria Llobet i César Ruipérez) es prepararen sengles Derbi 98 i, després d'entrenar-s'hi una temporada al camp de futbol de Sant Fost de Campsentelles (ben a prop de la fàbrica), reptaren a l'equip de Manresa, un dels millors a l'època en l'especialitat. El resultat del partit fou plenament favorable als vallesans: Palau i els seus van guanyar per 13 a 1.

## Vida privada
Fill d'en Pere i la Ramona, Toni Palau té un germà deu anys més gran, en Candi. Casat amb l'Encarna des del 1965, té tres fills (Miquel, Pere i Toni) i tres nets (Martí, Valentina i Valèria). La seva carrera motociclista va ser reeixida però curta, ja que a casa seva, no els agradava que corregués amb moto perquè era perillós. Un cop va haver acabat el servei militar, va abandonar definitivament les competicions.
Al llarg de la seva vida laboral, va tenir diverses feines a banda de la seva etapa a Derbi: va fer de drapaire amb al seu pare, de transportista i de representant amb dos socis més. Durant una temporada, va tenir un negoci relacionat amb la nàutica; tot va començar quan li va redissenyar uns filtres de gasoil per a motors marins a un fabricant de Múrcia. Com que el resultat va ser molt bo, va comercialitzar l'invent i va estar una bona temporada fent-ne demostracions i muntant-lo en embarcacions arreu del litoral marítim d'Espanya, fins que va haver d'abandonar el negoci a causa de certs problemes econòmics. Llavors va treballar d'encarregat en substitució d'un que treballava per al seu germà, quan aquell es jubilà, fins que, a l'edat de 65 anys, es va jubilar.

## Galeria d'imatges

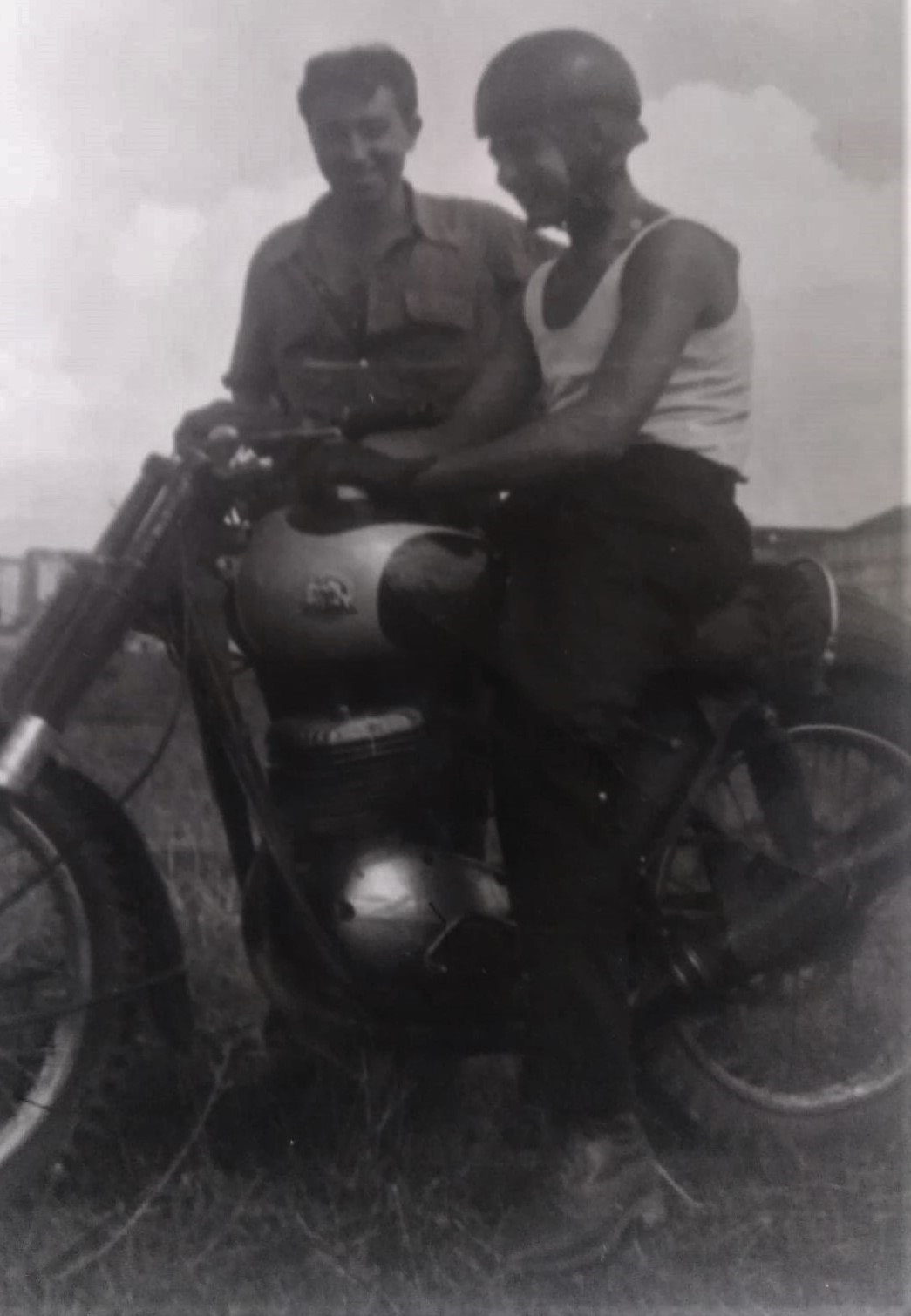
Palau i Pere Vigo el 1959
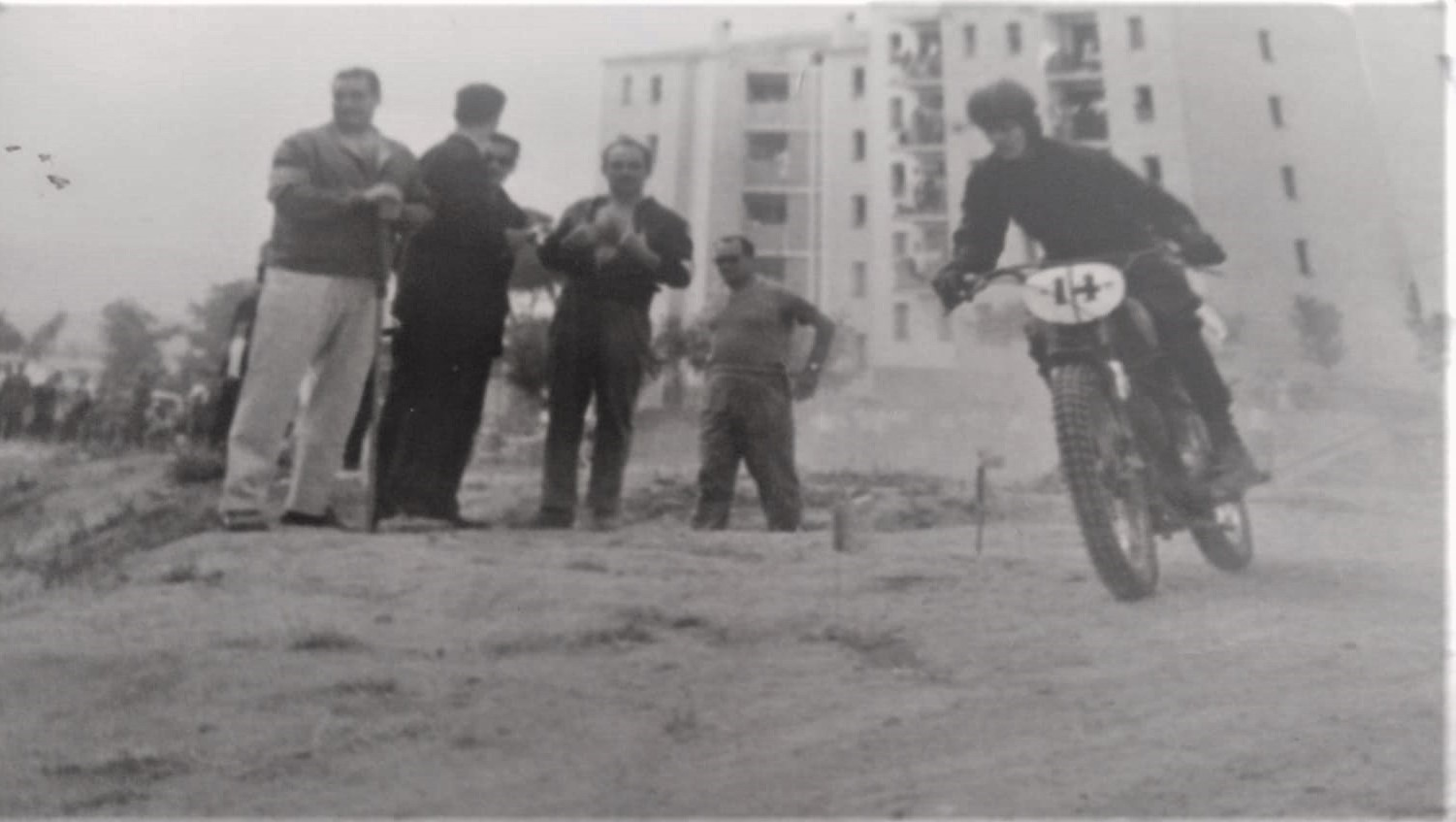
Al Motocròs de Sabadell de 1959
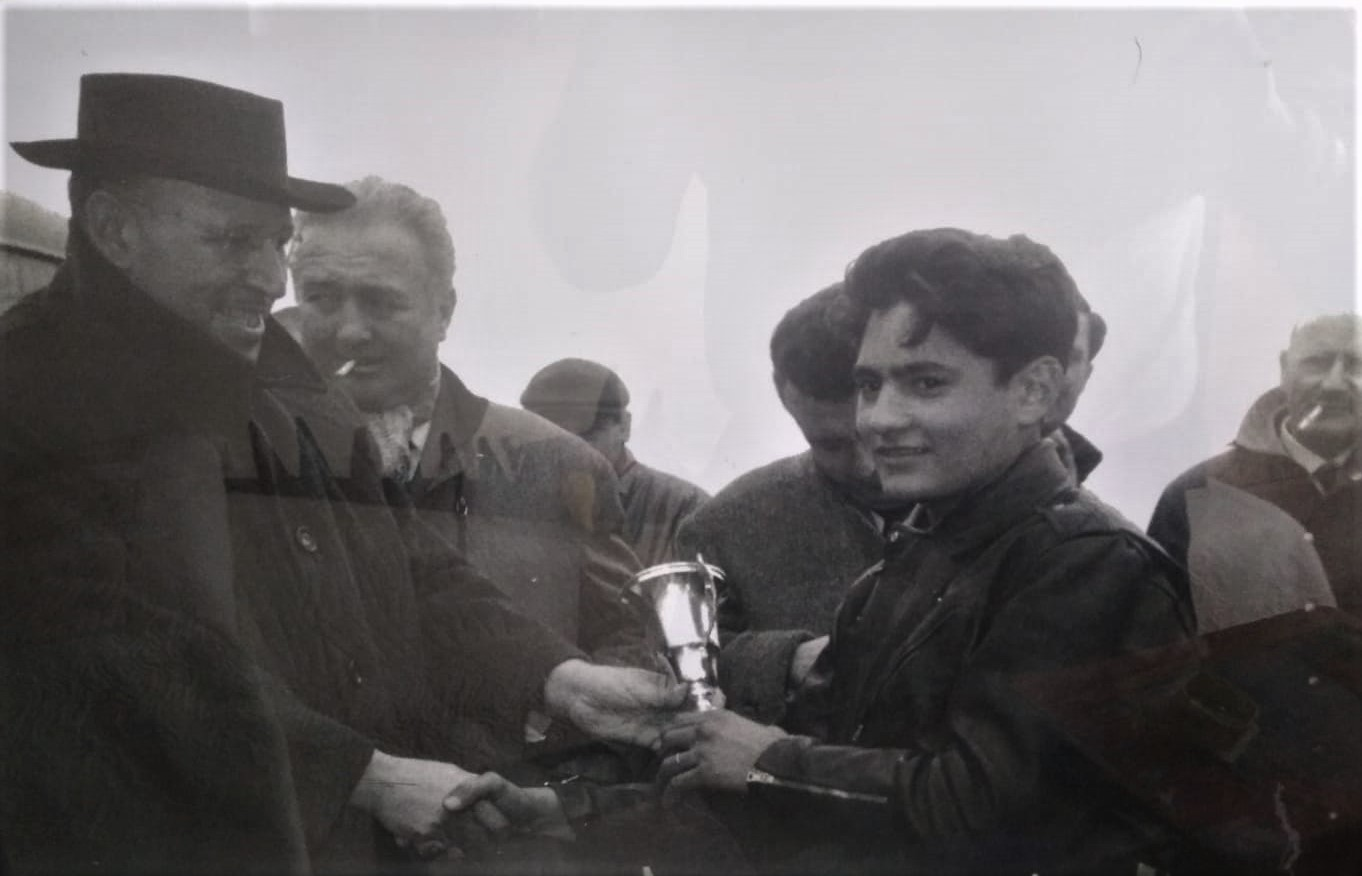
Cugueró lliurant el trofeu a Palau a la Casa de Campo
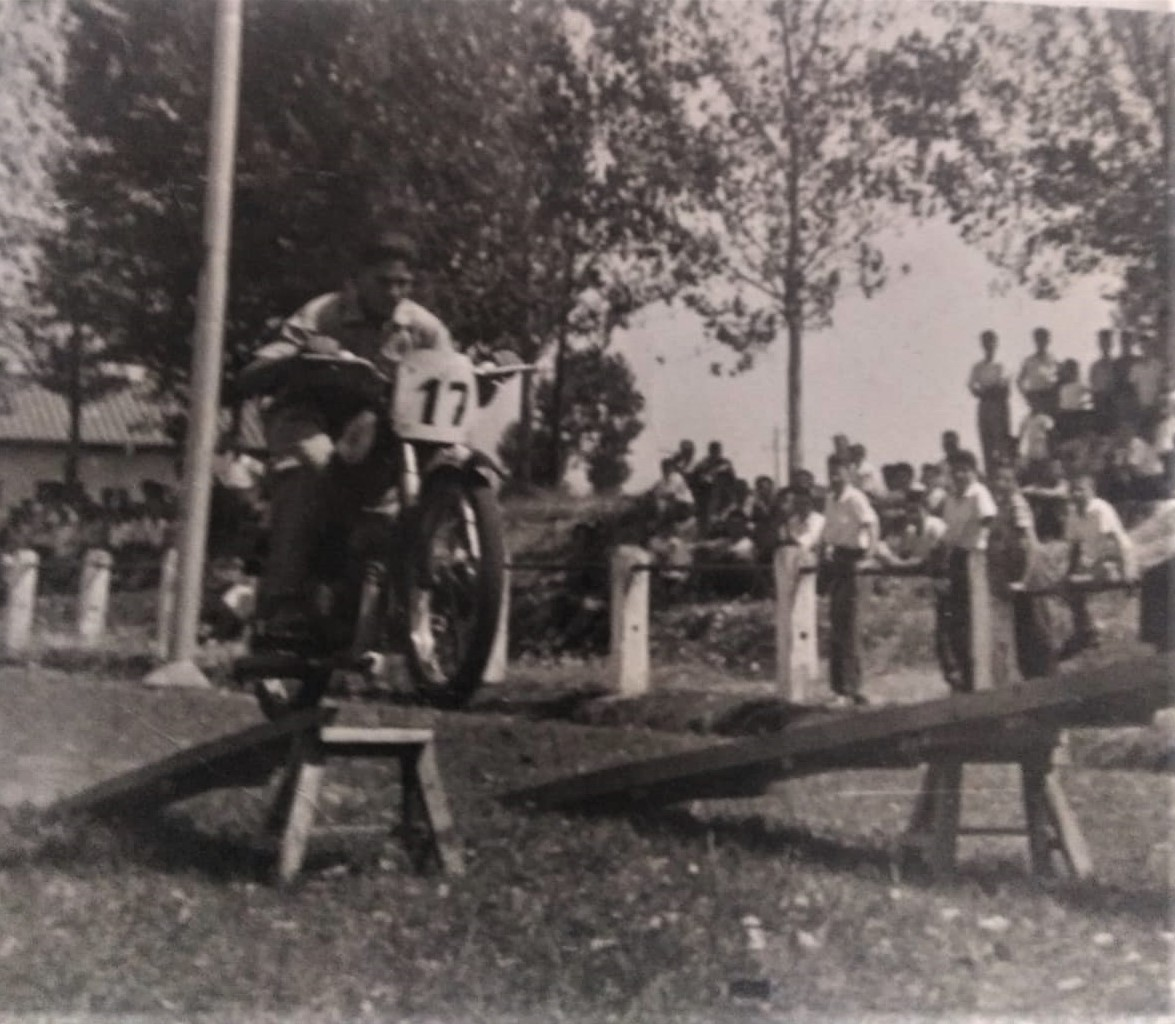
Palau en una gimcana el 1959
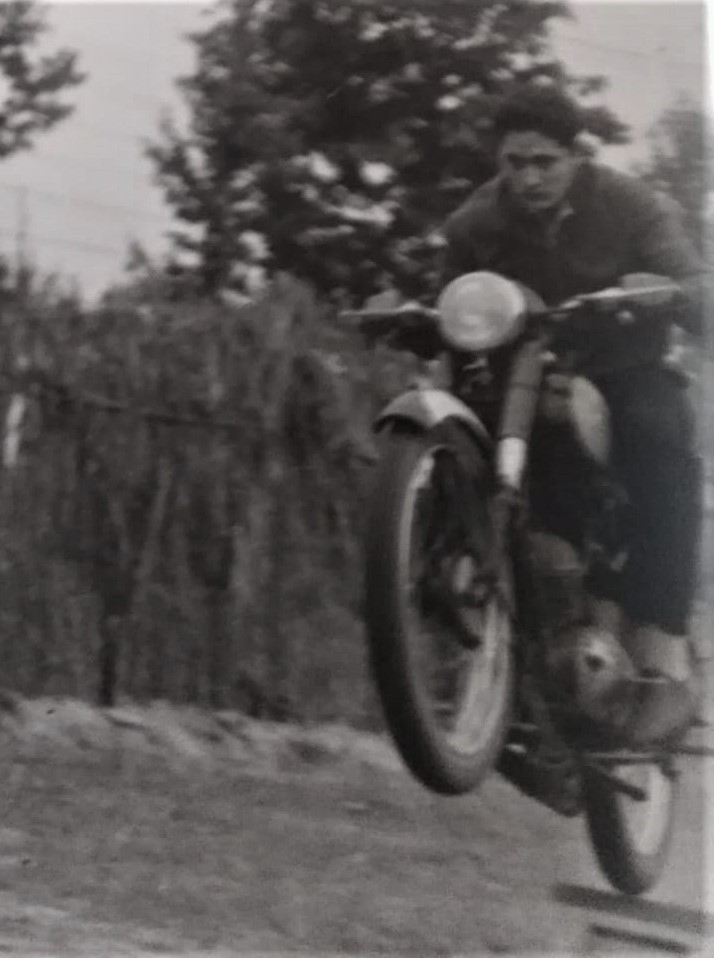
En una altra gimcana
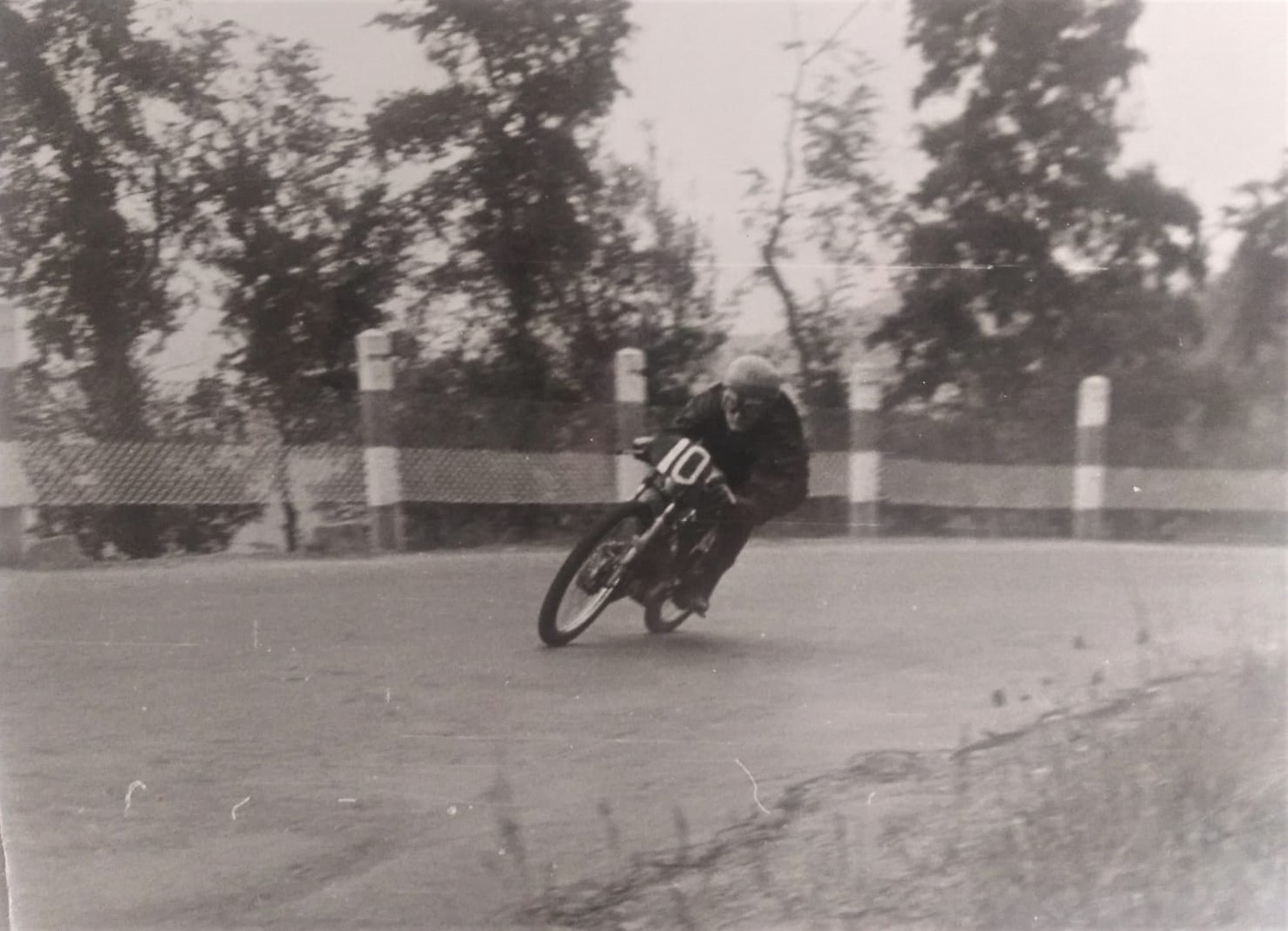
Amb la Derbi en una pujada el 1959

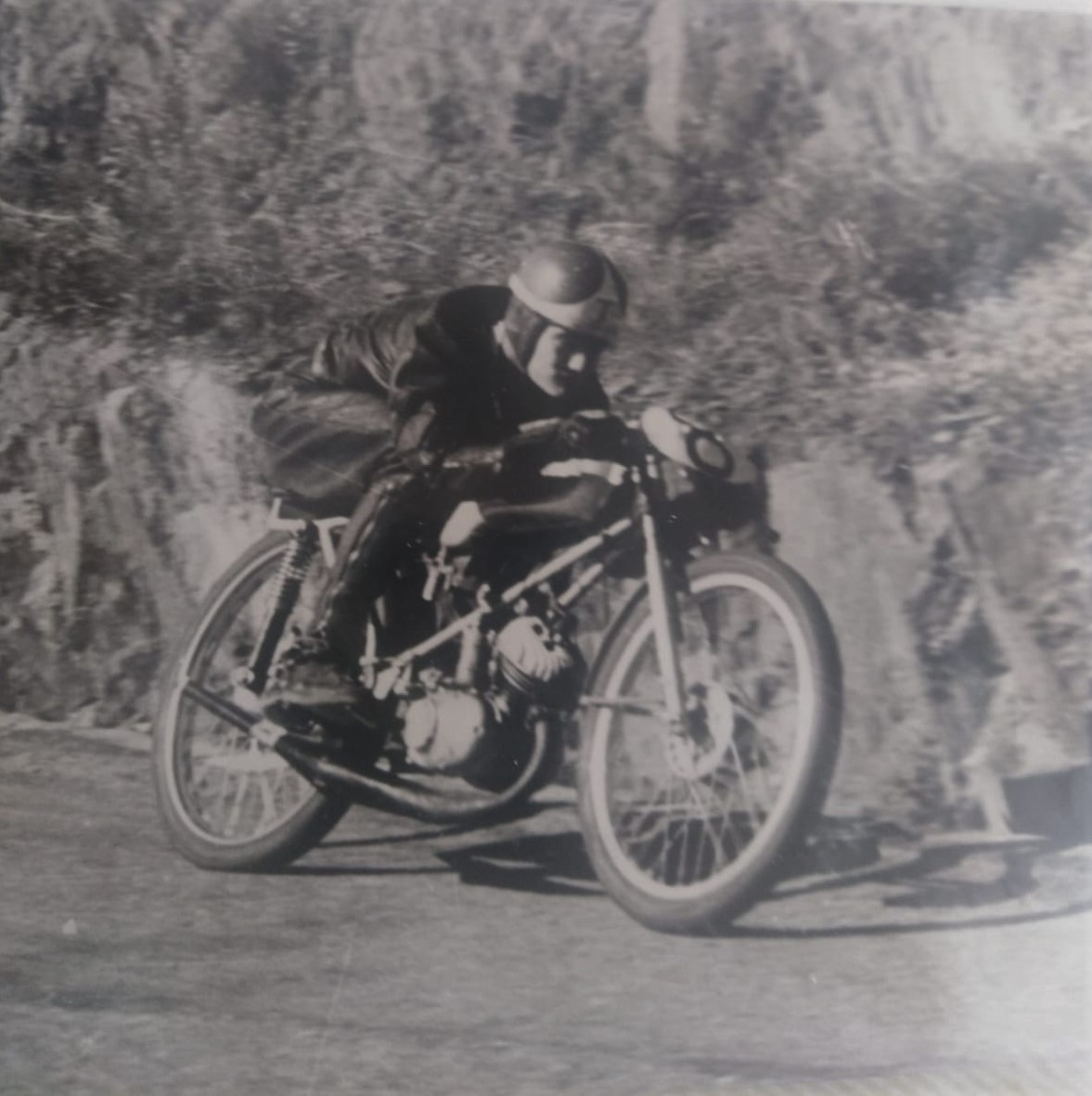
En una pujada de muntanya el 1959
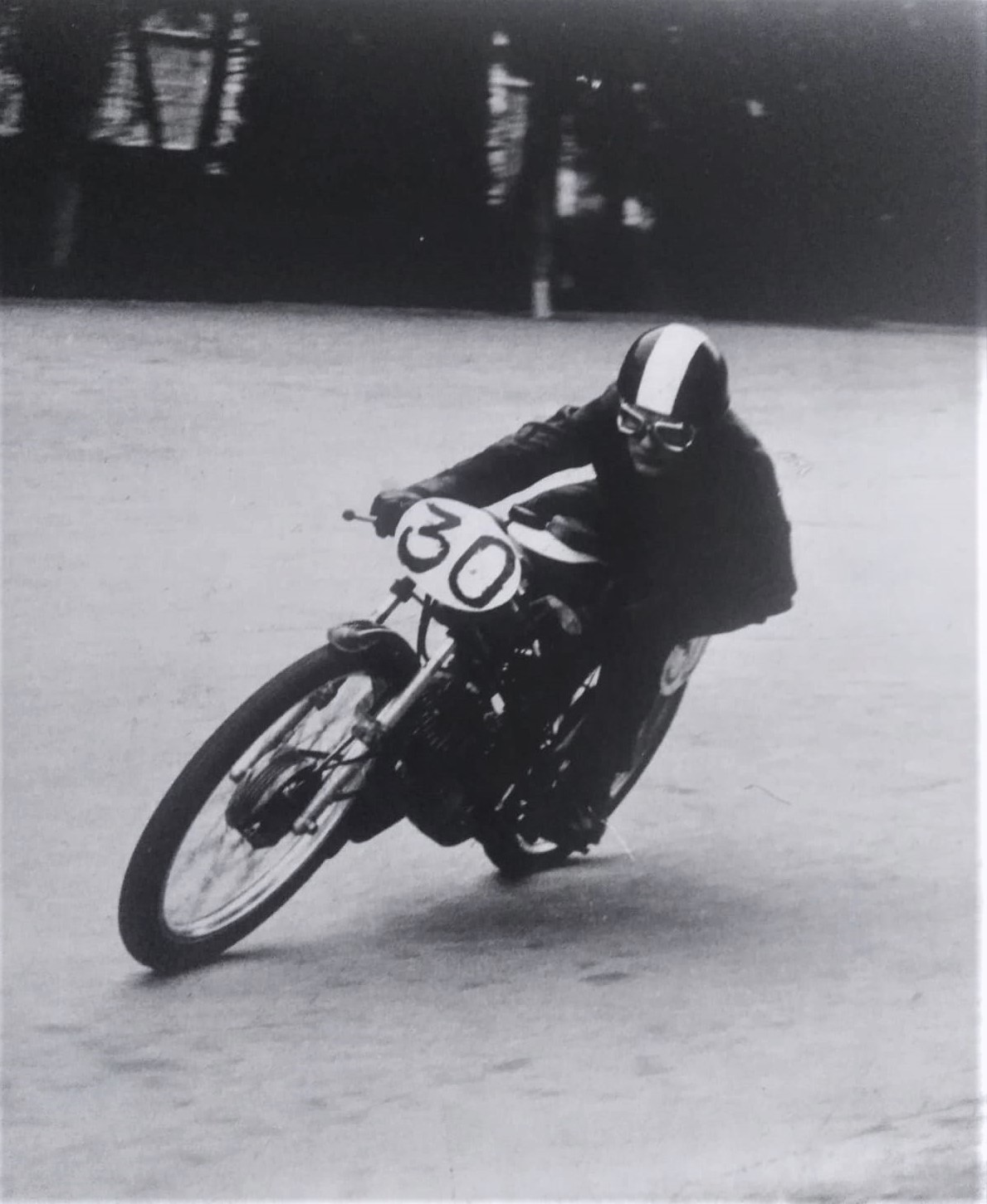
En una cursa de velocitat el 1959
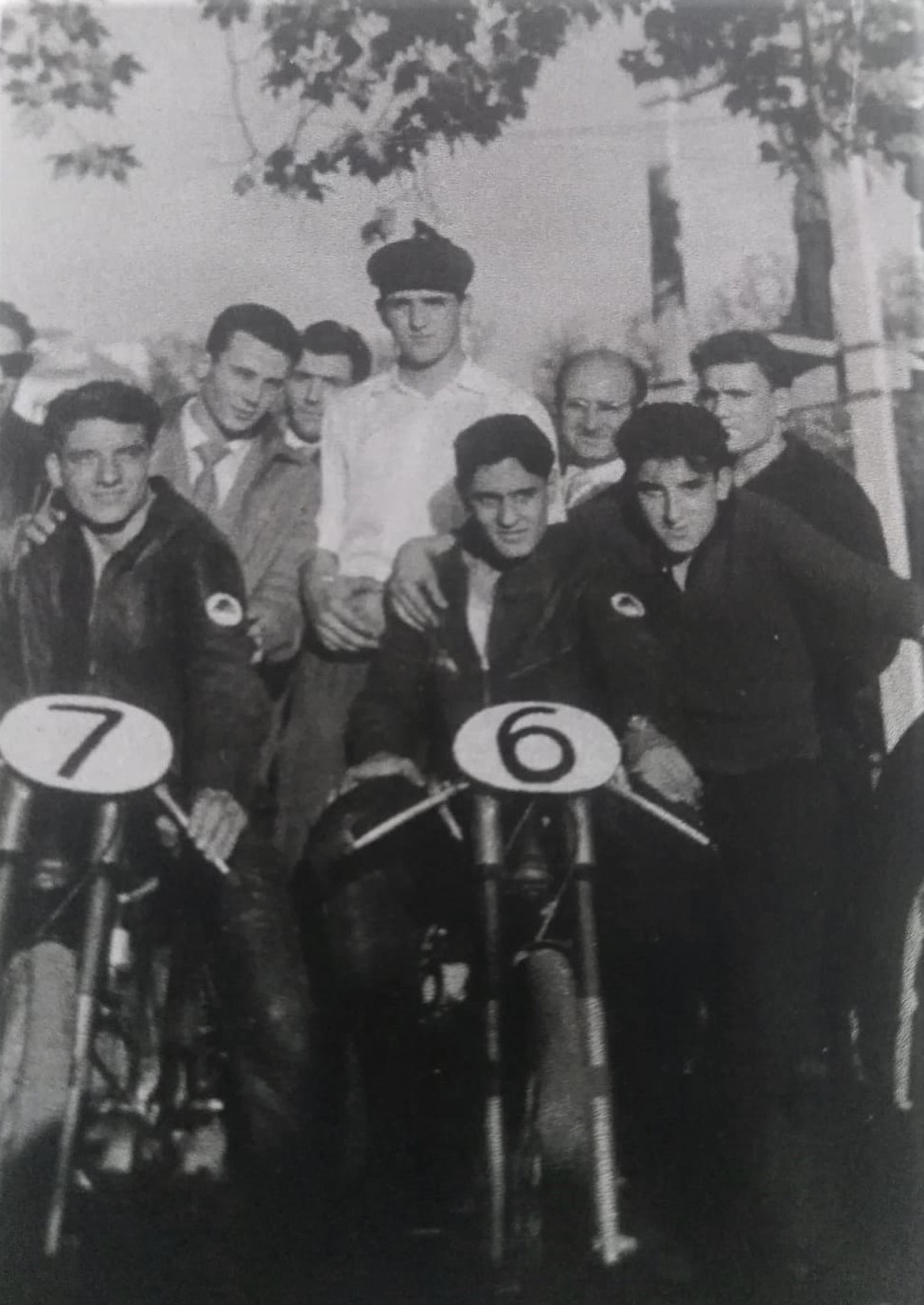
Envoltat d'amics en una cursa
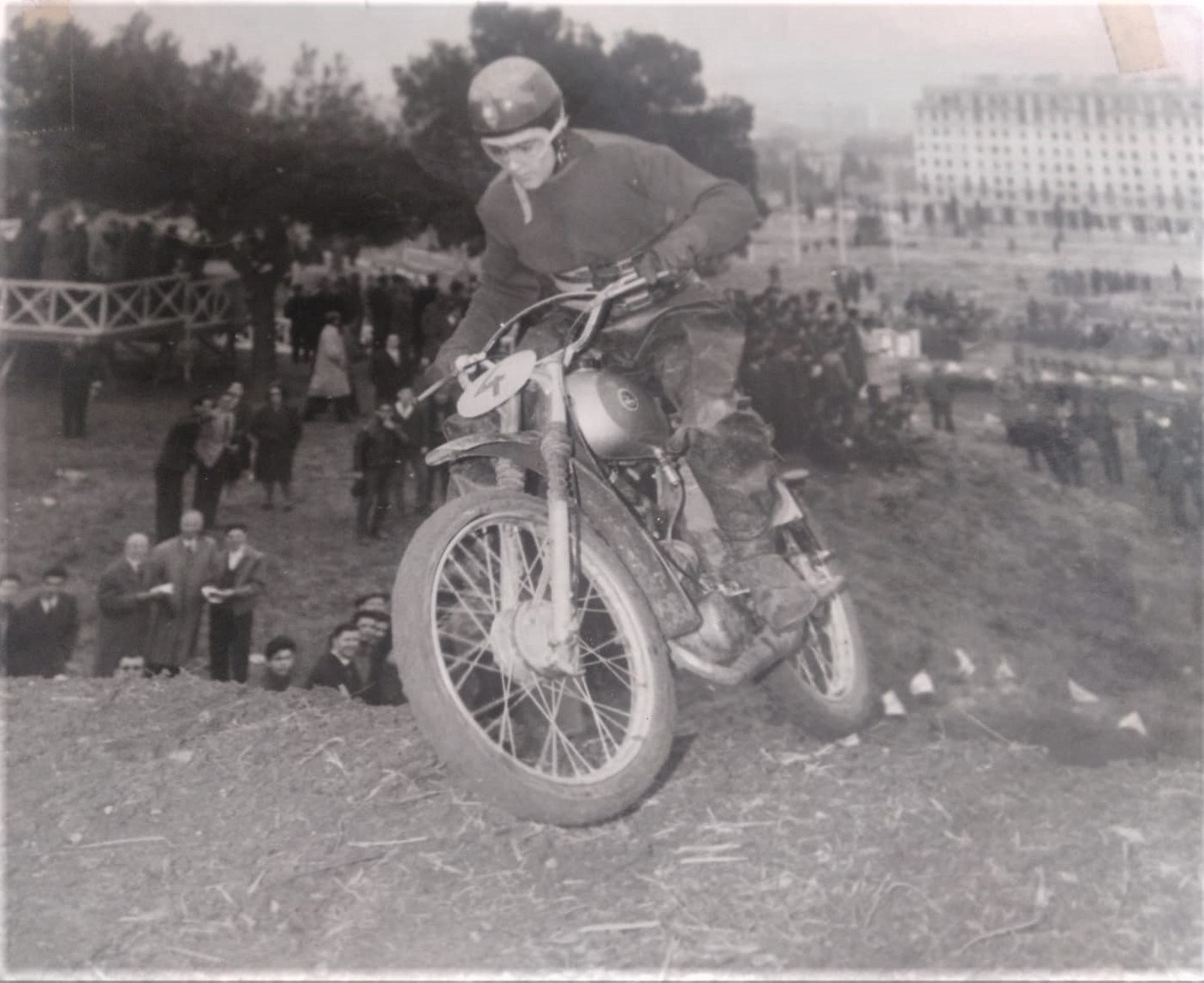
Amb la Derbi 75 a Pedralbes el 1962
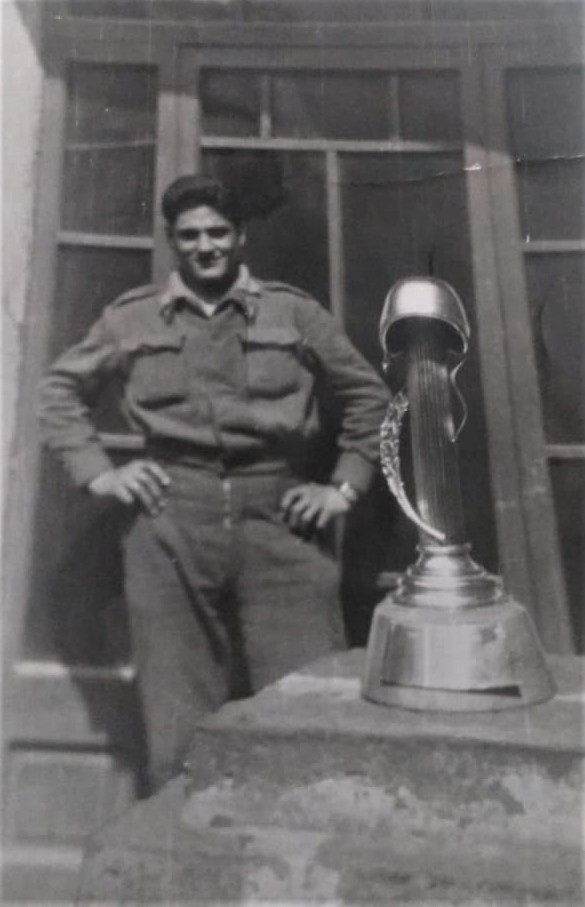
Amb la copa de Martorell a la "mili"
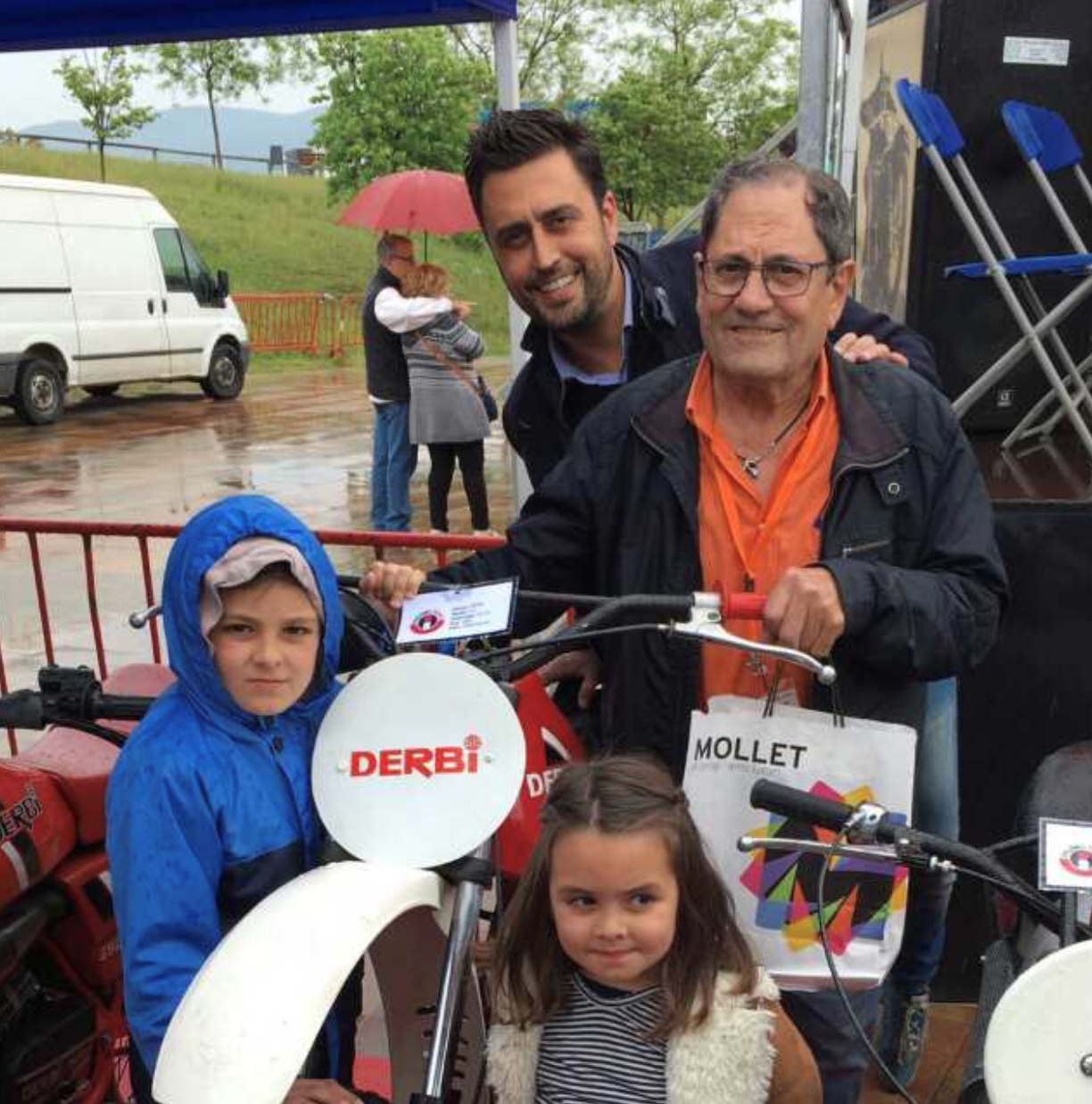
Toni Palau amb el seu fill Toni i dos nets (Martí i Valentina) el 2016
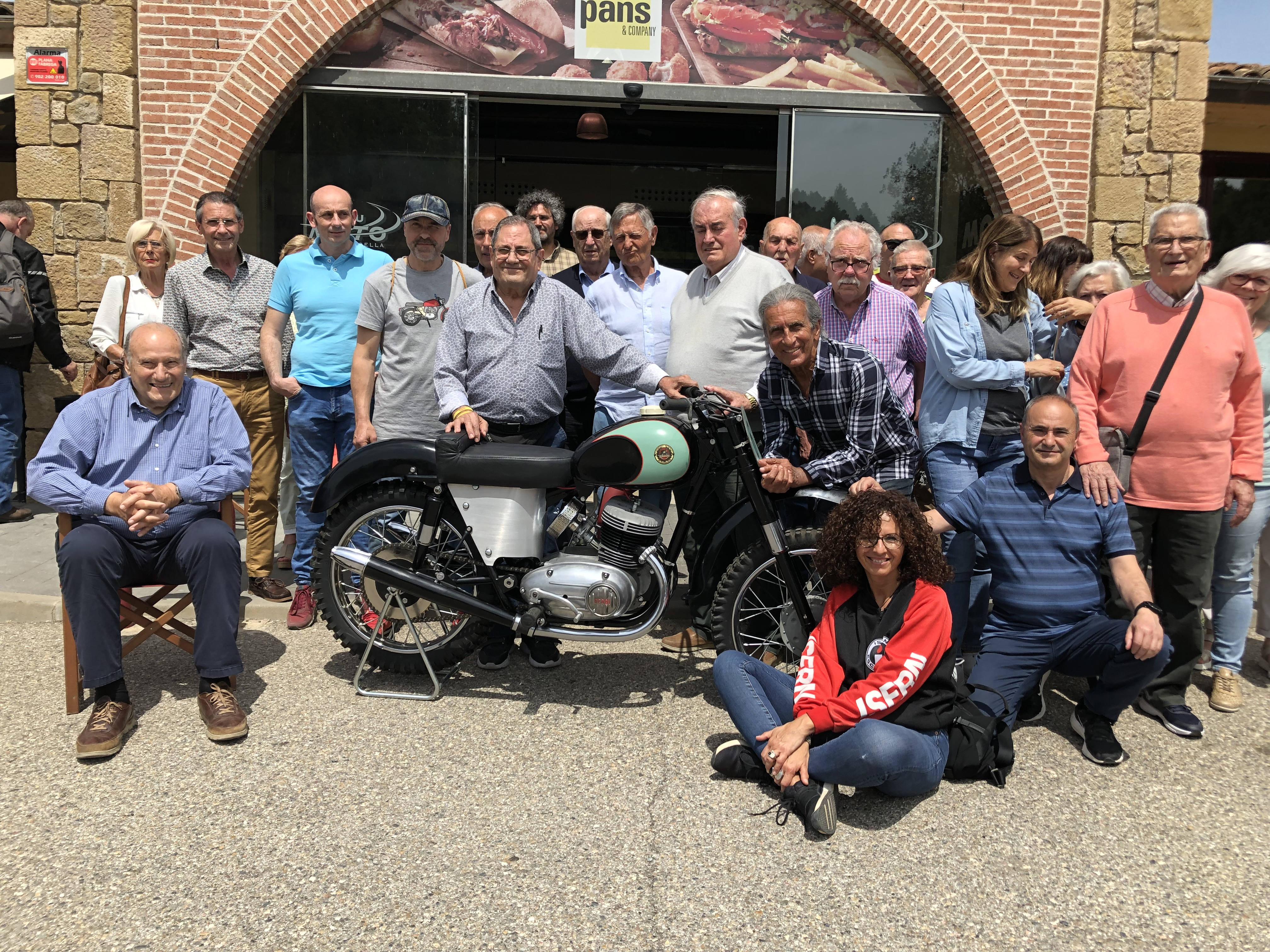
Toni Palau envoltat d'amics amb la Derbi 350 a Bassella el 2022